# Trân Châu Cảng (phim)
Trân Châu Cảng (tựa tiếng Anh: Pearl Harbor) là một bộ phim Mỹ sản xuất năm 2001 về đề tài chiến tranh do Michael Bay đạo diễn. Phim có sự tham gia diễn xuất của Ben Affleck, Josh Hartnett, Kate Beckinsale, Cuba Gooding Jr., Tom Sizemore, Jon Voight, Colm Feore và Alec Baldwin.
Trân Châu Cảng miêu tả lại cuộc tấn công của quân đội Nhật vào Trân Châu Cảng (Hawaii, Mỹ). Mặc dù nhận được những nhận xét tiêu cực từ các nhà phê bình, Trân Châu Cảng vẫn trở thành một trong những bộ phim có doanh thu cao nhất năm 2001.

## Nội dung
Năm 1923, hai cậu bé người Tennessee là Rafe McCawley và Danny Walker giả vờ được chiến đấu với quân Đức, leo lên chiếc máy bay làm đồng của bố Rafe và bay thử. Đó là lần đầu tiên cả hai được nếm mùi bay và cùng ước mơ trở thành phi công.
Năm 1941, Rafe và Danny đã thực hiện được ước mơ, trở thành những sĩ quan đầu tiên của Không quân Hoa Kỳ dưới sự chỉ huy của Thiếu tá Jimmy Doolittle.
Rafe gặp Evelyn Johnson, một nữ y tá hải quân xinh đẹp, người đã cho anh qua trong kỳ kiểm tra sức khỏe sĩ quan dù Rafe bị mắc chứng khó đọc. Rafe và Evelyn nhanh chóng hẹn hò và yêu nhau. Tuy nhiên, Rafe đã tự nguyện nhận nhiệm vụ phục vụ cho lực lượng Quân đội Hoàng gia Anh. Trước khi Rafe đến Anh, anh đã hứa với Evelyn là anh sẽ trở về với cô.
Evelyn và Danny cùng được chuyển đến Trân Châu Cảng. Trong lúc đó, tại Nhật, Đô đốc Isoroku Yamamoto lên kế hoạch tấn công Trân Châu Cảng sau khi Mỹ tiến hành đóng băng thương mại với Nhật.
Máy bay của Rafe trong trận chiến ở Anh đã bị quân Đức bắn hạ, rơi xuống Eo biển Anh và anh được coi như đã chết. Ba tháng sau đó, Evelyn và Danny cùng chia sẻ những kỷ niệm về Rafe và họ bất ngờ phát triển tình cảm dành cho nhau dù không mong muốn. Họ nhanh chóng bắt đầu mối quan hệ tình yêu mới. Đêm ngày mùng 6 tháng 12 năm 1941, Rafe đột ngột trở về. Anh đã sống sót sau vụ rơi máy bay và được các thủy thủ Pháp cứu sống. Rafe nhận ra ngay lập tức mối quan hệ của Evelyn và Danny. Hai người bạn đã đánh nhau trong một quán bar ở địa phương.
Sáng hôm sau, vào ngày 7/12, không quân Nhật tấn công vào Trân Châu Cảng bằng các loại máy bay tiêm kích A6M Zero, máy bay ném bom bổ nhào Aichi D3A và máy bay phóng ngư lôi Nakajima B5N. Cuộc dội bom bất ngờ của Nhật đã đánh chìm thiết giáp hạm USS Arizona (BB-39), USS Oklahoma (BB-37) và rất nhiều chiến hạm khác của Mỹ. Ở bệnh viện, Evelyn chăm sóc rất nhiều người bị thương. Trong khi đó, Rafe và Danny leo lên lái máy bay P-40 và đã bắn rơi 7 máy bay Nhật bằng cách sử dụng những chiến thuật liều lĩnh. Sau đó, những người sống sót tham dự một buổi lễ tưởng niệm những nạn nhân trong cuộc tấn công. Cả Rafe và Danny đều được thăng chức Đại úy của Không lực Hoa Kỳ và được trao tặng Bội tinh Bạc. Thiếu tá Doolittle giao cho hai anh một nhiệm vụ nguy hiểm và bí mật hàng đầu. Trước khi khởi hành, Evelyn gặp Rafe và nói rằng cô đang có thai đứa con của Danny nhưng không nói ra để Danny có thể yên tâm chiến đấu và hoàn thành nhiệm vụ. Cô nói rằng cô sẽ chọn Danny là người để gắn bó đến cuối đời nhưng trong sâu thẳm, cô luôn yêu Rafe rất nhiều.
Tổng thống Mỹ Franklin D. Roosevelt muốn gửi một thông điệp rằng lãnh thổ đất liền sẽ không thể tránh khỏi những cuộc ném bom. Rafe, Danny và những người khác được huấn luyện để điều khiển những chiếc máy bay ném bom hạng trung B-25 Mitchell từ tàu sân bay USS Hornet (CV-8), ném bom vào Vùng thủ đô Tokyo và vài cứ điểm quân sự của Nhật ở Trung Quốc. Cả hai người đều thành công trong cuộc ném bom, nhưng khi đang bay trên biển, các máy bay đều bị hết nhiên liệu. Họ bị rơi máy bay xuống một cánh đồng lúa, quân Nhật chạy đến. Khi Rafe sắp bị quân Nhật bắn, Danny đã đứng dậy đỡ đạn cho Rafe. Rafe đỡ Danny trong tay và nói "cậu không thể chết vì Evelyn đang mang thai và cậu sắp trở thành bố". Danny nói rằng Rafe sẽ trở thành bố đứa trẻ. Bộ phim kết thúc với hình ảnh Rafe và Evelyn, một lần nữa lại được ở bên nhau cùng với đứa con trai của họ, Danny.

## Diễn viên

### Nhân vật hư cấu
- Ben Affleck vai Trung úy / Đại úy Rafe McCawley, phi công Không lực Lục quân Hoa Kỳ, bạn thân của Danny Walker, một trong ba nhân vật chính của bộ phim
  - Jesse James vai Rafe lúc nhỏ
- Josh Hartnett vai Trung úy / Đại úy Danny Walker, phi công Không lực Lục quân Hoa Kỳ, bạn thân của Rafe McCawley, một trong ba nhân vật chính của bộ phim
  - Reiley McClendon vai Danny lúc nhỏ
- Kate Beckinsale vai Trung úy Evelyn Johnson, y tá công tác tại Bệnh viện Lục quân Tripler, Trân Châu Cảng, một trong ba nhân vật chính của bộ phim
- Tom Sizemore vai Trung sĩ Earl Sistern, chỉ huy một đội cơ khí / bảo dưỡng máy bay tại sân bay Wheeler, Trân Châu Cảng
- Ewen Bremner vai Trung úy "Red" Winkle, phi công Không lực Lục quân Hoa Kỳ đóng tại sân bay Wheeler
- Matthew Davis vai Thiếu úy Joe McKinnon, phi công Không lực Lục quân Hoa Kỳ đóng tại sân bay Wheeler
- William Lee Scott vai Trung úy Billy Thompson, phi công Không lực Lục quân Hoa Kỳ đóng tại sân bay Wheeler
- Greg Zola as Trung úy Anthony Fusco, phi công Không lực Lục quân Hoa Kỳ đóng tại sân bay Wheeler
- Michael Shannon vai Trung úy "Gooz" Wood, phi công Không lực Lục quân Hoa Kỳ đóng tại sân bay Wheeler
- Dan Aykroyd vai Đại tá Harold Thurman, sĩ quan tình báo của Hải quân Hoa Kỳ (dựa trên nhiều nhân vật có thật)
- Jaime King vai Betty Bayer, một y tá công tác tại Bệnh viện Lục quân Tripler, đồng nghiệp của Evelyn
- Catherine Kellner vai Barbara, một y tá công tác tại Bệnh viện Lục quân Tripler, đồng nghiệp của Evelyn
- Jennifer Garner vai Sandra, một y tá công tác tại Bệnh viện Lục quân Tripler, đồng nghiệp của Evelyn
- Sara Rue vai Martha, một y tá công tác tại Bệnh viện Lục quân Tripler, đồng nghiệp của Evelyn
- Kim Coates vai Đại úy Jack Richards, một phi công Hải quân Hoa Kỳ chịu trách nhiệm chuẩn bị cho cuộc không kích Doolittle
- Steve Rankin vai Bố của Rafe
- William Fichtner vai Bố của Danny
- Andrew Bryniarski vai Joe, người chơi Quyền Anh và thủy thủ của thiết giáp hạm West Virginia
- Leland Orser vai Thiếu tá Jackson, sĩ quan Không lực Lục quân Hoa Kỳ bị thuơng trong cuộc tập kích Trân Châu Cảng
- Tony Curran vai Ian, 1 phi công Không quân Hoàng Gia Anh tại Phi đội Đại Bàng.
- Nicholas Farrell vai 1 phi công Không quân Hoàng Gia Anh và chỉ huy Phi đội Đại Bàng

### Nhân vật lịch sử
Dù không khắc họa chính xác các sự kiện lịch sử, nhưng bộ phim có sự xuất hiện của nhiều nhân vật lịch sử:
- Jon Voight vai Tổng thống Franklin D. Roosevelt, Tổng thống thứ 32 của Hợp chúng quốc Hoa Kỳ
- Cuba Gooding Jr. vai Trung sĩ Doris "Dorie" Miller, một người thủy thủ da màu phục vụ trên thiết giáp hạm West Virginia
- Colm Feore vai Đô đốc Husband E. Kimmel, Chỉ huy trưởng Hạm đội Thái Bình Dương của Hải quân Hoa Kỳ
- Mako Iwamatsu vai Đô đốc Isoroku Yamamoto, Chỉ huy Hạm đội Liên Hợp của Hải quân Đế quốc Nhật Bản, cha đẻ của cuộc tập kích Trân Châu Cảng
- Alec Baldwin vai Thiếu tá / Trung tá Jimmy Doolittle, một sĩ quan Không lực Lục quân Hoa Kỳ và chỉ huy cuộc không kích Doolittle
- Cary-Hiroyuki Tagawa vai Trung tá Minoru Genda, một trong ba "kĩ sư trưởng" của cuộc tập kích Trân Châu Cảng
- Scott Wilson vai Đại tướng George C. Marshall, Tham mưu trưởng Lục quân Hoa Kỳ
- Graham Beckel vai Đô đốc Chester W. Nimitz, Chỉ huy trưởng Hạm đội Thái Bình Dương của Hải quân Hoa Kỳ sau cuộc tập kích Trân Châu Cảng
- Tom Everett vai Frank Knox, Bộ trưởng Bộ Hải quân Hoa Kỳ
- Tomas Arana vai Chuẩn Đô đốc Frank J. 'Jack' Fletcher, Chỉ huy Hải đội Tuần dương hạm số 4
- Peter Firth vai Đại tá Mervyn S. Bennion, Thuyền trưởng của thiết giáp hạm West Virginia
- Kevin Wensing vai Trung tá Roscoe H. Hillenkoetter, Thuyền phó của thiết giáp hạm West Virginia
- Glenn Morshower vai Phó Đô đốc William F. 'Bull' Halsey Jr., Chỉ huy Hải đội Hàng không mẫu hạm số 2
- Madison Mason vai Chuẩn Đô đốc Raymond A. Spruance, Chỉ huy Hải đội Tuần duơng hạm số 5
- Michael Shamus Wiles vai Đại tá Marc Andrew "Pete" Mitscher, Thuyền trưởng hàng không mẫu hạm Hornet

## Lễ ra mắt bộ phim
Ngày 21 tháng 5 năm 2001, đoàn làm phim Trân Châu Cảng đã biến một chiếc tàu sân bay thành địa điểm tổ chức một bữa tiệc sang trọng đánh dấu ngày ra mắt của bộ phim. Khách mời được chứng kiến màn trình diễn pháo hoa ngoạn mục và đẹp mắt, có thể sánh ngang tầm với chương trình chào mừng thiên niên kỷ mới.
Khoảng 2000 vị khách đã đến dự trên chiếc tàu sân bay USS John C. Stennis để thưởng thức buổi khởi chiếu lúc 7 giờ 30 phút tối hôm đó. Trên boong tàu trưng một máy bay ném bom hạng trung B-25 và chiếc máy bay chiến đấu P-40, nổi bật lên giữa hàng dài thảm đỏ và những chiếc lều trắng.
Bộ phim được thực hiện với mức kinh phí kỷ lục: 140 triệu USD. Riêng số vốn cho dự án phim cũng khiến khán giả tò mò muốn đến xem, không kể đến cách quảng cáo rầm rộ và tốn kém của họ. Bữa tiệc đêm ra mắt tốn 5 triệu USD chỉ là một phần chiến dịch thúc đẩy lợi nhuận của phim. Điều này hứa hẹn rằng ngày 14/7, khi Trân Châu Cảng khởi chiếu ở Nhật Bản, các rạp chiếu ở nước này sẽ không còn một chỗ trống.

## Giải thưởng
Ở lễ trao giải Oscar năm 2001, bộ phim Trân Châu Cảng được đề cử ở 4 hạng mục và chiến thắng ở hạng mục Giải Oscar cho biên tập âm thanh xuất sắc nhất. Các hạng mục khác được đề cử gồm có Giải Oscar cho hòa âm hay nhất, Giải Oscar cho hiệu ứng hình ảnh xuất sắc nhất và Giải Oscar cho ca khúc trong phim hay nhất.
Ở lễ trao giải Quả cầu vàng, bộ phim được đề cử 2 hạng mục.
Ở lễ trao giải Mâm xôi vàng, Trân Châu Cảng được đề cử tới 6 hạng mục trong đó có: Phim dở nhất, Đạo diễn tồi nhất, Kịch bản tồi nhất, Cặp vai diễn tồi nhất, Diễn viên nam chính tồi nhất và Phim làm lại dở nhất.